# Black Devil
Black Devil – francuski projekt muzyki elektronicznej składający się z Bernarda Fevre, który w 1978 roku wydał niezmiernie ważny dla rozwoju acid house’u album Disco Club. Nagranie to, sfinansowane z pomocą innego muzyka, Jacky'ego Giordano, pozostało w dużej mierze zapomniane przez kulturę popularną, a sam Fevre skupił się na produkowaniu muzyki dla telewizji. W 2004 roku wytwórnia płytowa Rephlex wydała album ''Disco Club'' po raz drugi, między innymi zawierający remiks utworu "Timing, Forget The Timing" z oryginalnego wydawnictwa. Przyczyniło się to do rychłego powrotu Bernarda Fevre'a do sceny muzyki elektronicznej, który w 2006 roku wydał album ''The Devil in Us''. Black Devil tworzy i wydaje utwory do dziś, przy czym stara się być blisko licznej grupy fanów.

## Album
Disco Club został zarejestrowany w studio nagraniowym na przedmieściach Paryża, z zastosowaniem syntezatorów, żywej perkusji oraz sporadycznie wykorzystywanych loopów.
Side A
1.	""H" Friend" - 5:43
2.	"Timing, Forget The Timing" - 4:34
3.	"One To Choose" - 4:57
Side B
1.	"We Never Fly Away Again" - 4:53
2.	"Follow Me (Instrumental)" - 5:15
3.	"No Regrets" - 5:00